# روز روراستی
روز روراستی (انگلیسی: Honesty Day) جشنیست در ۳۰ آوریل در ایالات متحده آمریکا با هدف تشویق روراستی و بی‌پرده بودن در سیاست، روابط، روابط مصرف‌کننده و آموزش تاریخ. این جشن توسط ام. هیرش گولدنبرگ در آخرین روز آوریل به دو دلیل انتخاب شده‌است. دلیل اول اینکه دروغ اول آوریل به نوعی اشتباهات را جشن می‌گیرد؛ و دلیل دوم اینکه مراسم اولین تحلیف جرج واشینگتن در روز ۳۰ آوریل ۱۷۸۹ انجام گرفته.